# Ceratocuma amoena
Ceratocuma amoena är en kräftdjursart som beskrevs av Jones 1969. Ceratocuma amoena ingår i släktet Ceratocuma och familjen Ceratocumatidae. Inga underarter finns listade i Catalogue of Life.